# Тетраселенид трипразеодима
Тетраселенид трипразеодима — бинарное неорганическое соединение
празеодима и селена
с формулой Pr3Se4,
кристаллы.

## Получение
- Нагревание чистых веществ в вакууме:

{\displaystyle {\mathsf {3Pr+4Se\ {\xrightarrow {1645^{o}C}}\ Pr_{3}Se_{4}}}}

## Физические свойства
Тетраселенид трипразеодима образует кристаллы
кубической сингонии,
пространственная группа I 43d,
параметры ячейки a = 0,89038 нм, Z = 4,
структура типа тетрафосфида тритория Th3P4
.
При температуре -233°С (40 К) происходит фазовый переход в кристаллы
тетрагональной сингонии,
пространственная группа I 42d,
параметры ячейки a = 0,8844 нм, c = 0,8890 нм, Z = 4
.
Также в соединении происходит фазовый переход при температуре 1050°С.
Соединение образуется по перитектической реакции при температуре 1645°С
или конгруэнтно плавится при температуре 1800°С
и имеет область гомогенности 57,1÷60 ат.% селена
.